# 선택적 세로토닌 재흡수 억제제

세로토닌

선택적 세로토닌 재흡수 억제제(選擇的─再吸收抑制劑, 영어: selective serotonin reuptake inhibitor, SSRI)는 우울증, 불안 장애, 강박장애 또 몇 가지 인격 장애를 치료하는 데 쓰이는 항우울제의 일종이다. 선택적 세로토닌 재흡수 저해제(選擇的─再吸收沮害劑)라고도 한다. 조루 문제를 치료하는 데 사용되기도 한다.
SSRI는 연접이전세포로 재흡수하는 것을 막음으로써 세포외 수준의 신경전달물질 세로토닌을 증가시킨다. 이로 인해, 연접이후 수용기와 결합할 수 있는 세로토닌의 수준이 증가하게 된다. 다른 모노아민 전달체에 대한 다양한 선택 사항을 가지고 있으며 노르에피네프린과 도파민 전달체의 결합 친화력이 거의 없다.
공식 설계된 첫 계열의 정신작용약인 SSRI는 수많은 국가에서 가장 널리 처방해 주는 항우울제이다.

## 주의점
- 공유되는 부작용으로 성기능 장애, 감정 둔화, 녹내장, 소아 및 청소년의 자살 위험 증가 등이 보고되어 있으며 빈도나 신뢰성은 차이가 있다. 임산부에 대한 위험성은 잘 연구되지 않았으며 투약에 신중해야 한다. 양극성 장애 환자의 경우 조증 촉발의 위험성에 주의해야 한다.
- 세로토닌 과다가 원인인 세로토닌 증후군은 SSRI를 비롯한 세로토닌성 약물의 과다복용이나 이중 복용으로 인해 발생할 수 있다.
- SSRI는 장기 투약 중 갑자기 중단하지 말아야 하며, 중단과 관련된 증상을 최소화하기 위해 몇 주에 걸쳐 서서히 감량해야 한다.

## SSRI의 종류
이 계열의 약에는 다음을 포함한다: (제품 자격의 이름은 괄호로 처리한다)
- 시탈로프람 (Celexa, Cipramil, Emocal, Sepram, Seropram)
- 에스시탈로프람 (Lexapro, Cipralex, Esertia)
- 플루옥세틴 (Prozac, Fontex, Seromex, Seronil, Sarafem, Fluctin (EUR), Fluox (NZ))
- 플루복사민 (Luvox, Faverin, Dumyrox)
- 파록세틴 (Paroxetine,Paxil, Seroxat, Aropax, Deroxat, Rexetin, Xetanor, Paroxat)
- 설트랄린 (Zoloft, Lustral, Serlain)
- 다폭세틴 (프릴리지)

### 단종
- 인달핀 (Indalpine, Upstène)
- 지멜리딘 (Zelmid, Normud)

## 같이 보기
- 약리학
- 바이오제닉아민
- 벤조디아제핀
- 항우울제
- 세로토닌-노르에피네프린 재흡수 억제제 (SNRI)
- 세로토닌-노르에피네프린-도파민 재흡수 억제제 (SNDRI)
- 삼환계 항우울제 (TCA)

## 참조
1. ↑  (Chapter) Sheldon H. Preskorn, Christina Y. Stanga, Ruth Ross, Selective serotonin reuptake inhibitor, pp. 242 in Sheldon H. Preskorn, Christina Y. Stanga, John P. Feighner, Ruth Ross (Editors) (2004), Antidepressants: Past, Present, and Future, Springer, ISBN 3-540-43054-7